# Viet Thanh Nguyen
Viet Thanh Nguyen   (Buôn Ma Thuột, 13 de març de 1971), en vietnamita Nguyễn Thanh Việt, és un escriptor estatunidenc d'origen vietnamita, que va obtenir el Premi Pulitzer d'Obres de Ficció de l'any 2016.
Amb quatre anys, va arribar amb la seva família als Estats Units, com a refugiat. Va viure un temps amb una família d'acollida i després es va poder tornar a reunir amb els seus pares i el seu germà gran. Vivien a l'oest de San José (Califòrnia) i els seus pares portaven una botiga de queviures asiàtics. Nguyen es va graduar, amb honors, a la Universitat de Califòrnia a Berkeley en anglès i estudis ètnics, l'any 1992. I, el 1997, va obtenir el premi de doctorat per la mateixa universitat. Després va acceptar un lloc com a professor d'estudis americans i de l'origen ètnic a la Universitat del Sud de Califòrnia. L'any 2016 va rebre el Premi Pulitzer d'Obres de Ficció per la novel·la El simpatitzant. També ha publicat el recull de contes The Refugees, amb històries sobre els refugiats vietnamites als Estats Units.